# David Kato
David Kato Kisule, 13 februari 1964 i Namataba, Mukono, död 26 januari 2011, var en ugandisk aktivist för homosexuellas rättigheter. Sedan han försiktigt yppat sin egen homosexualitet fick han svårt att fortsätta arbeta som lärare i Uganda, och arbetade en tid i Sydafrika. När han 1998 återvände därifrån gick han ut offentligt med sin egen läggning, och berättade om den aktivism han mött i Sydafrika. Därmed blev han Ugandas främste företrädare för homosexuella. 
2004 var han en av grundarna av Sexual Minorities of Uganda (SMUG). 2009 presenterades ett lagförslag som skulle göra homosexuella handlingar straffbara med döden, och i september året därpå publicerade den numera nedlagda ugandiska tidningen Rolling Stone namn och adresser på hundra kända homosexuella, med uppmaningen att döda dem. I januari 2010 mördades Kato i sitt hem. Polisen hävdade att det var en homosexuell man som utförde dådet.